# نادجدا أورينبورغ
نادجدا أورينبورغ (بالروسية: Надежда) هو فريق كرة سلة روسي للسيدات تأسس في سنة 1994 يقع مقره في أورينبورغ. ينافس في الدوري الروسي لكرة السلة للسيدات.

## أبرز اللاعبات
من أبرز اللاعبات اللاتي لعبن معه:
- كارا براكستون
- كاتي دوغلاس
- رينيه مونتغمري
- زين تامين

## وصلات خارجية
- الموقع الرسمي